# Анобор-Колонија
Анобор-Колонија (пољ. Annobór-Kolonia) је село у Пољској које се налази у војводству Лублинском у повјату Лубартовском у општини Лубартов.
Од 1975. до 1998. године ово насеље се налазило у Лублинском војводству.